# Vidnava
Vidnava (německy Weidenau, polsky Widnawa) je město v okrese Jeseník v Olomouckém kraji. Žije zde přibližně 1 200 obyvatel. Jeho historické jádro se roku 1992 stalo městskou památkovou zónou.

## Poloha
Město Vidnava sousedí na východě a severu s Polskem (gmina Otmuchów), na západě s obcí Velká Kraš a na jihu s obcí Stará Červená Voda. Od okresního města Jeseník je vzdáleno 23 km a od krajského města Olomouc 127 km.
Území města geomorfologicky patří k provincii Česká vysočina, subprovincii krkonošsko-jesenické (sudetské), oblasti Krkonošsko-jesenické podhůří (Sudetské podhůří), geomorfologický celek Vidnavská nížina.
Území Vidnavy spadá do povodí Odry, resp. Kladské Nisy. Vidnavou protéká severovýchodním směrem říčka Vidnávka; české území opouští na nejnižším místě Jesenicka (221 m n. m.). Na sever při státní hranici se nacházejí Vidnavské mokřiny.
Území města pokrývá z téměř 54 % zemědělská půda (41 % orná půda, 8,5 % louky a pastviny), z 19,5 % les, z více než 10 % vodní plochy a z více než 12 % zastavěné a ostatní (např. průmyslové) plochy.

## Název
Osada dostala jméno podle říčky, jejíž jméno bylo Vidná nebo Vidnava. Jeho základem bylo přídavné jméno vidná (tj. voda) označující vodní tok s průzračnou, průhlednou („vidnou“) vodou. Jméno osady je v nejstarším (spolehlivém) dokladu z roku 1266 zapsáno jako Wydna (dále pak 1285 Vidna, 1291 Wydna, 1302 Widna). To může odpovídat tvaru Vidná, ale stejně tak může jít o německou hláskovou úpravu tvaru Vidnava. Dnes užívaný tvar je poprvé doložen 1290 v podobách Wydnavia a Wydnav. Německé Weidenau (poprvé doloženo 1284) vzniklo hláskovou úpravou českého Vidnava, teprve dodatečně chápáno jako Weiden-au („vrbová niva“).

## Historie

### Středověk a 16. století

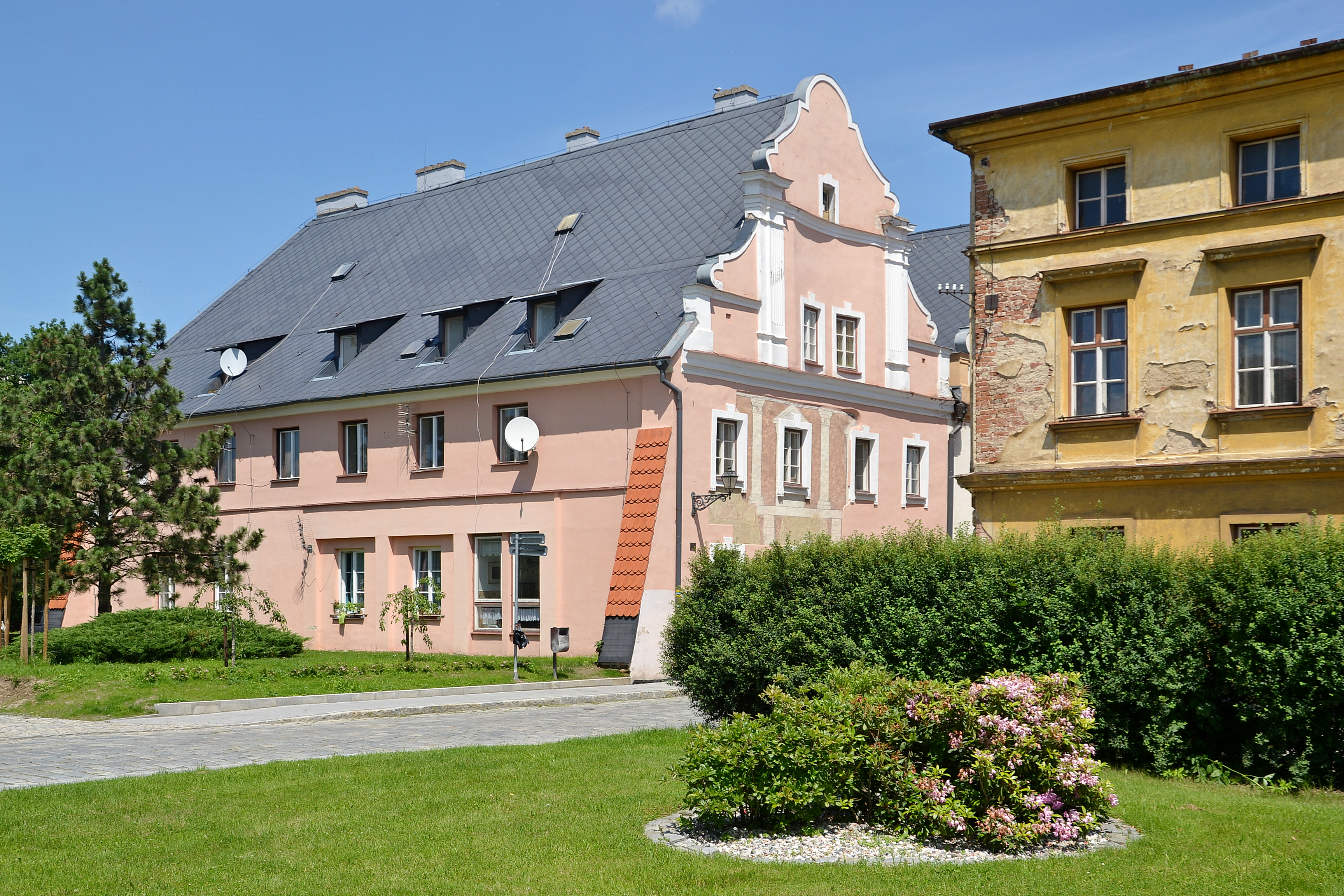
Historické měšťanské domy v ulici Radniční

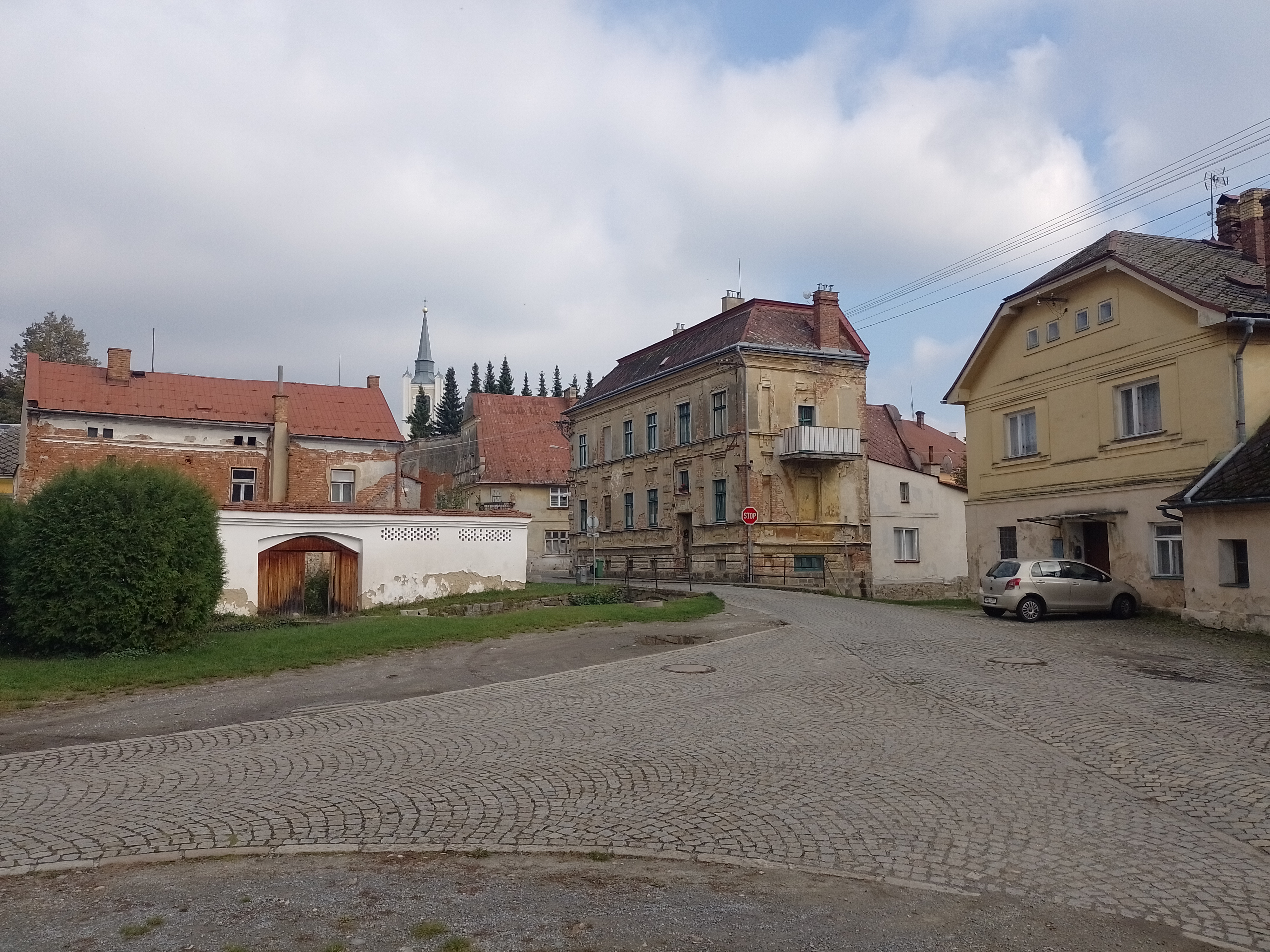
Ulice Svobodova

Vidnava se nachází na nejníže položeném místě Jesenicka, nejvýhodnějším pro zemědělství, a také jen zde byly nalezeny stopy dřívějšího germánského a slovanského osídlení.
Založení Vidnavy se poprvé zmiňuje (pod názvem Wydna) v listině pro vidnavské fojtství hlásící se k roku 1291; ta se ale vztahuje ke stavu v letech 1266–1268. Zmíněnou listinou potvrzuje vratislavský biskup Tomáš II. Zaremba široká práva zakladatele (lokátora) Vidnavy a prvního vidnavského fojta Rüdigera Heldore. Vidnava tedy byla založena v rámci kolonizace Jesenicka vratislavskými biskupy ve 13. století, a to přímo jako město, o čemž svědčí i její typicky městský půdorys. Není jisté, zda zde před založením města existovala stejnojmenná ves nebo zda bylo město založeno na pozemcích vesnice Kraše.
Od 13. až do počátku 15. století byla Vidnava nejvýznamnějším řemeslnickým střediskem i správním centrem na Jesenicku. Již roku 1284 je zde zmiňována fara. Roku 1369 je zmiňováno opevnění, které obepínalo město ze všech stran a bylo přerušeno jen Horní a Dolní branou, za nimiž se vytvořila Horní a Dolní předměstí (dochované zbytky hradeb jsou však až z doby pohusitské). Rozvoj města však byl na dlouho přerušen, když 20. března 1428 město zcela vypálila husitská vojska. Vidnava zůstala dlouho vylidněná a ještě třicet let po katastrofě byli bývalí vlastníci domů a polností marně vyzýváni, aby se vrátili ke svému majetku.
Vratislavští biskupové se zprvu snažili škody městu nahradit (např. mu 1441 darovali zdejší mlýn), ale poté, co byla Vidnava roku 1468 znovu poškozena při obléhání vojsky Jiřího z Poděbrad, ji raději zastavovali i s okolními vesnicemi, které z ní byly spravovány. Mezi ně patřila Velká Kraš, Malá Kraš, Fojtova Kraš, Hukovice, Šubrtova Kraš (Krasov), Kobylá, Černá Voda, Červená Voda, jakož i další vesnice v dnešním Polsku a biskupské lesy. V letech 1470 až 1497 bylo panství zastaveno otmuchovským purkrabím z rodu von Meynholt, pak Jindřichovi z Tetova, roku 1506 – již bez samotné Vidnavy – Hannsovi von Nimptsch.
Teprve v 16. století se město začalo znovu rozvíjet: byla mu potvrzena stará privilegia, zejména právo várečné a trhy. Roku 1551 byla rovněž postavena renesanční radnice. V této době však již Vidnavě konkurovaly blízký Javorník jako oblíbené sídlo biskupů a Jeseník a Zlaté Hory jako významná horní města. Rozvoj byl zpomalen rovněž požárem roku 1574, kterému padlo za oběť prakticky celé město, a poté několika epidemiemi neštovic. Roku 1619 město zřídilo špitál sv. Jakuba.

### 17. a 18. století
Třicetiletá válka se dotkla města mnoha průchody vojsk, požárem a epidemií moru. Následné čarodějnické procesy zde neprobíhaly s takovou intenzitou jako na jiných místech Jesenicka, přesto zde byly roku 1669 mučeny dvě ženy z Fojtovy Kraše. Nový ničivý požár zažila Vidnava roku 1713. Do řady pohrom lze přiřadit i války o rakouské dědictví, kdy byla Vidnava obsazována střídavě pruskými i rakouskými vojsky. Dlouhodobější význam však měl výsledek těchto válek – rozdělení Slezska roku 1742, kterým se Vidnava ocitla na pruské hranici bezprostředně obklopená ze tří stran hraniční čarou a přišla o své dosavadní hospodářské zázemí.
Vidnava se alespoň stala významnou celní stanicí. Rovněž byla zpočátku vybrána jak místo, odkud měly být vykonávány správní funkce pro tu část Niského knížectví, která zůstala Rakousku. Stala se sídlem (biskupské) zemské vlády a (císařského) zemského staršího. Zemská vláda se však již roku 1767 přestěhovala do Javorníka, kde se vratislavský biskup zdržoval, a úřad zemského staršího byl zrušen roku 1783, kdy Josef II. spojil zbylé části Niského, Krnovského a Opavského knížectví a moravské enklávy ve Slezsku do nově vzniklého Opavského kraje.
Trvaleji zůstal Vidnavě význam z hlediska církevního. Bylo nutno reorganizovat správu té části vratislavské diecéze, která zůstala na rakouském území (jednalo se o dvě oddělená území – Jesenicko a Těšínsko). Již roku 1742 bylo ve Vidnavě zřízeno nové arcikněžství a roku 1746 byl zřízen tzv. Niský komisariát, kterému podléhala zmíněná jesenická část. Obě instituce ve Vidnavě zůstaly až do zřízení českotěšínské apoštolské administratury roku 1946.

### 19. století

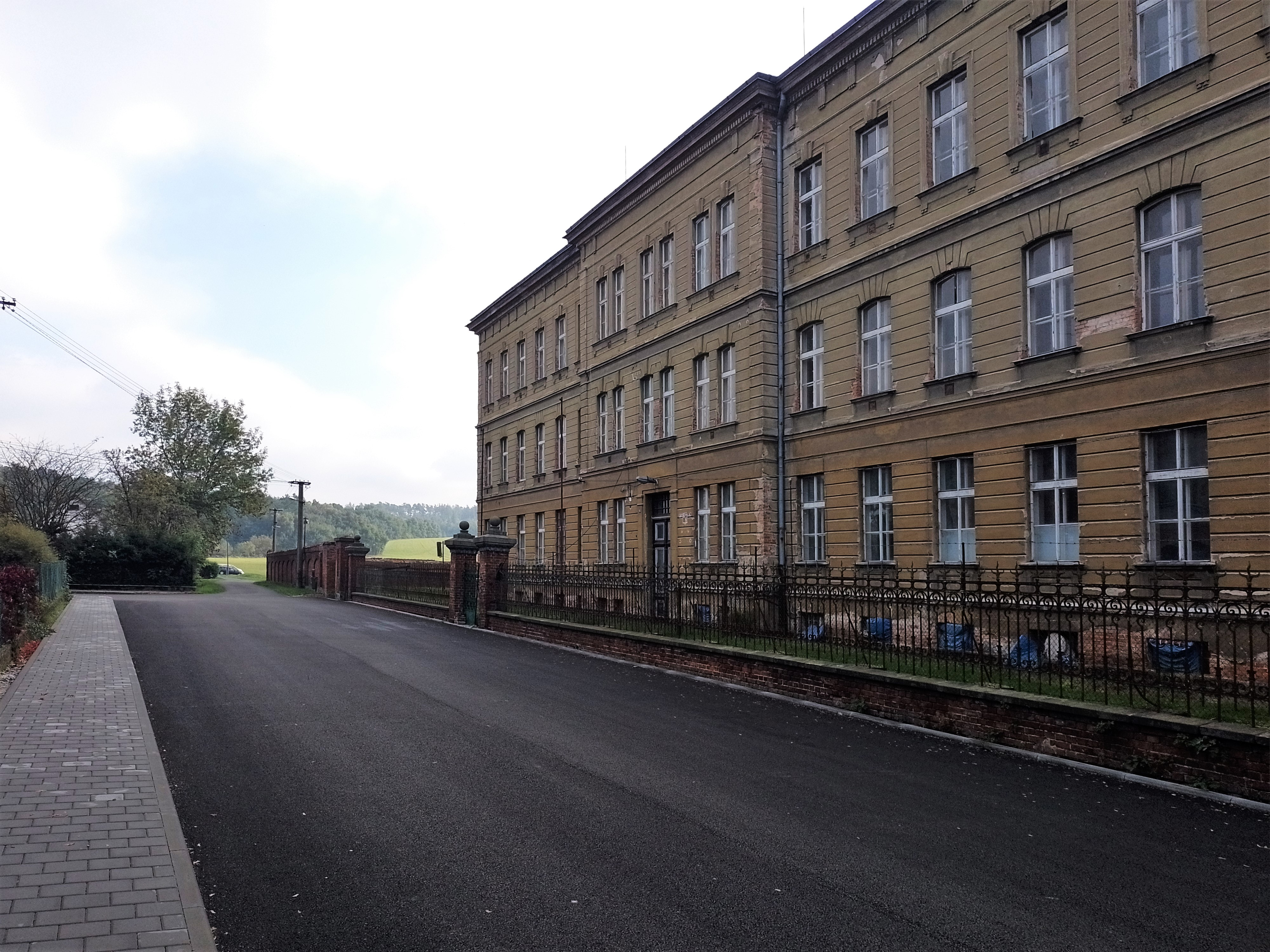
Bývalý kněžský seminář

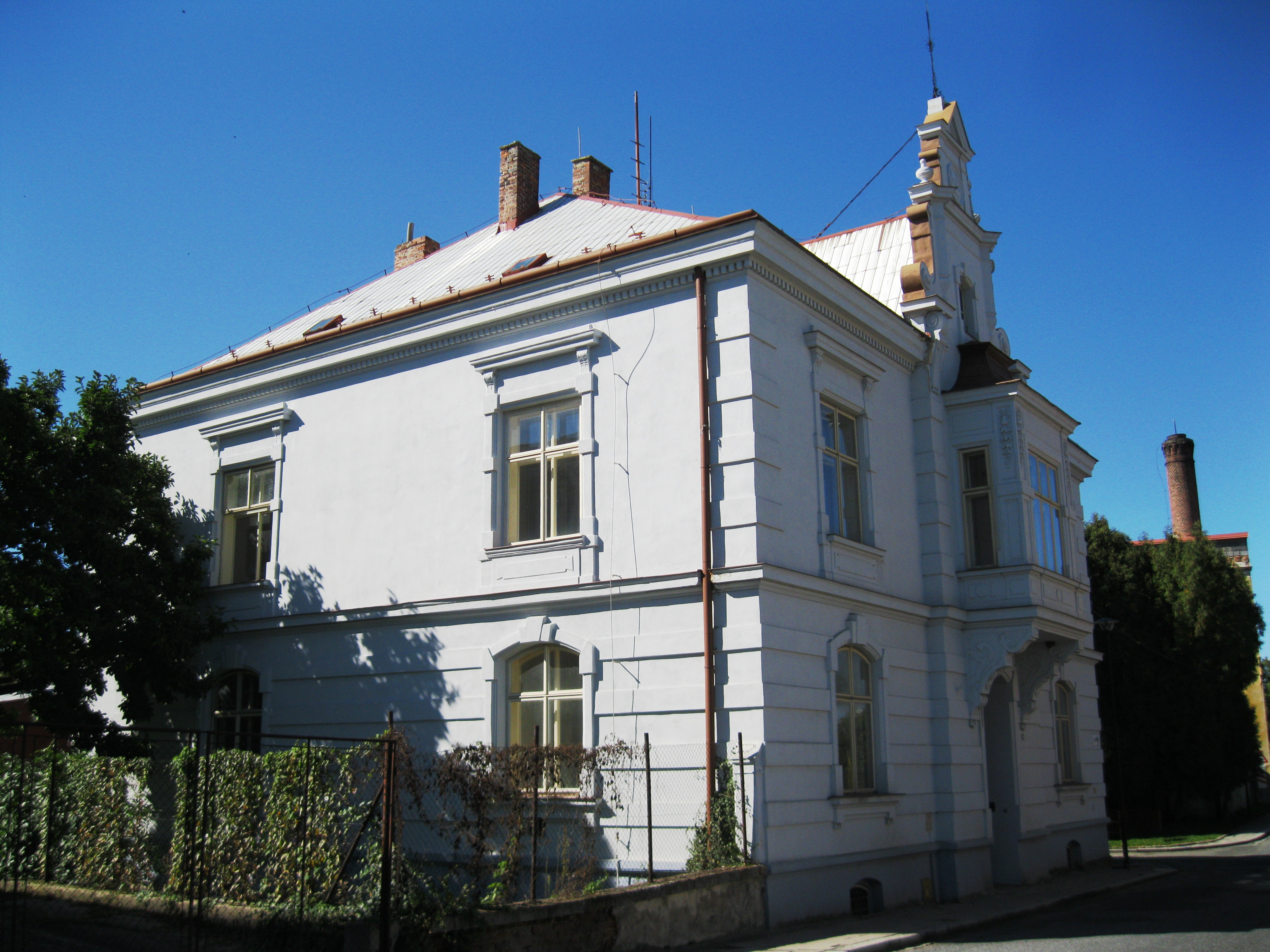
Vila Mladek

Hospodářský rozvoj města v první polovině 19. století byl pozvolný. Ve městě byla již od roku 1770 v provozu plátenická manufaktura, ve Vidnavě bylo shromažďována i příze předená v okolních vesnicích, tkalo se tu i hrubé vlněné sukno – haras. Tato výroba však byla vcelku drobná a jen doplňovala místní zemědělství a drobné řemeslo. Pokusy o těžbu hnědého uhlí a rašeliny se nezdařily. Významné zůstalo postavení Vidnavy jako hraničního města, přes které procházelo zboží do Pruska: nacházel se tu do roku 1833 celní inspektorát, poté oddělení (od roku 1841 velitelství) finanční stráže. S rozvojem dopravy souvisí také bourání městských hradeb v letech 1830–1834 (zachovaly se z nich jen zbytky kolem fojtského zámečku). Od roku 1838 měla Vidnava městského lékaře, o pět let později byly instalovány lucerny pro trvalé noční osvětlení.
Ve Vidnavě měla značný ohlas revoluce roku 1848. Byl vytvořen oddíl národní gardy, v jejímž čele stál majitel zdejšího zámku a fojtského panství baron von Gilgenheim. Ve volbách do frankfurtského sněmu byl ve vidnavském okrsku zvolen vídeňský advokát dr. Albert Trampusch (1816–1894), pocházející ze Zlatých Hor, který patřil k umírněné levici a k zastáncům připojení Rakouska k Německu a později byl za svou revoluční aktivitu vězněn mj. na Špilberku.
Roku 1850, po zrušení poddanství a patrimoniální správy, se Vidnava stala sídlem soudního okresu; správní funkci, kterou ztratila koncem 18. století, však převzal Jeseník jakožto nové sídlo okresu politického. K rozvoji hospodářství města přispěla jednak těžba kaolínu a zřízení kaolinové továrny (šamotky) v 60. letech bratry Josefem Latzelem a Antonem Latzelem, jednak napojení Vidnavy na železnici. Roku 1897 byla vybudována přípojka z Hukovic, dalším ekonomickým příslibem bylo prodloužení trati do německé Nisy roku 1911. Důležitým pro hospodářství města zůstala jeho úloha jako střediska pro odbyt a zpracování (pivovar, lihovar) zemědělských produktů z okolních vesnic. Roku 1908 byla zřízena městská plynárna.
Dobrá hospodářská situace se odrazila v nové reprezentativní výstavbě, například nové radnice v novogotickém slohu (1867), které ustoupila původní renesanční radnice. Významným úspěchem bylo získání gymnázia roku 1871, neboť na Jesenicku od zrušení piaristického gymnázia v Bílé Vodě roku 1829 střední školství chybělo. Roku 1899 navíc vratislavský biskup ve Vidnavě zřídil bohoslovecký seminář (vysokou školu) pro rakouskou část své diecéze.
Roku 1868 povolal vratislavský biskup na žádost vidnavského faráře do města řád boromejek. Ty postupně doplnily vidnavské školství o obecnou i měšťanskou dívčí školu a penzionát, pracovaly též v péči o nemocné a pomáhaly v biskupském semináři.

### 20. století

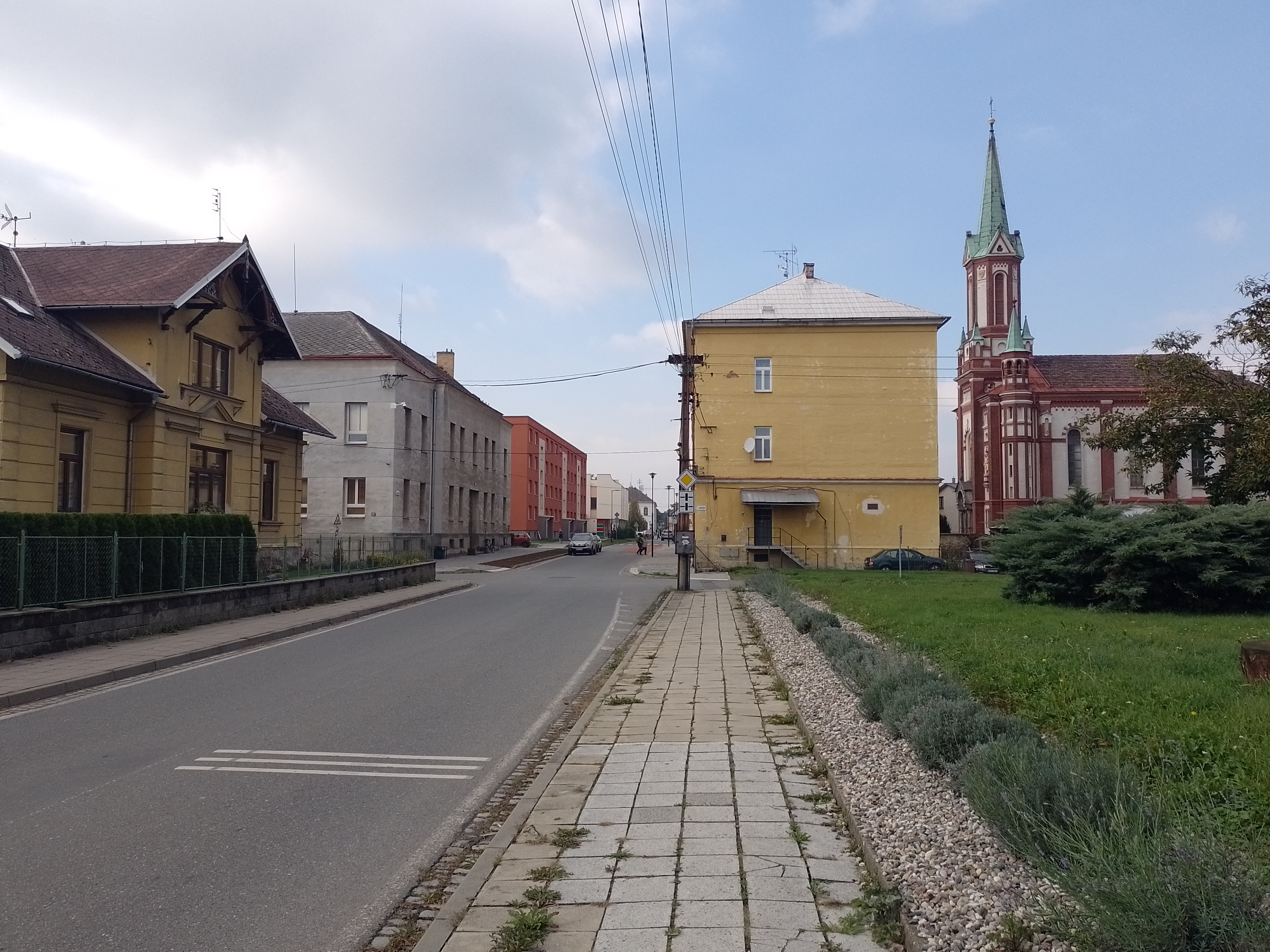
Místo, kudy do roku 1959 vedla státní hranice (chodník a trávník leží na bývalém polském území)

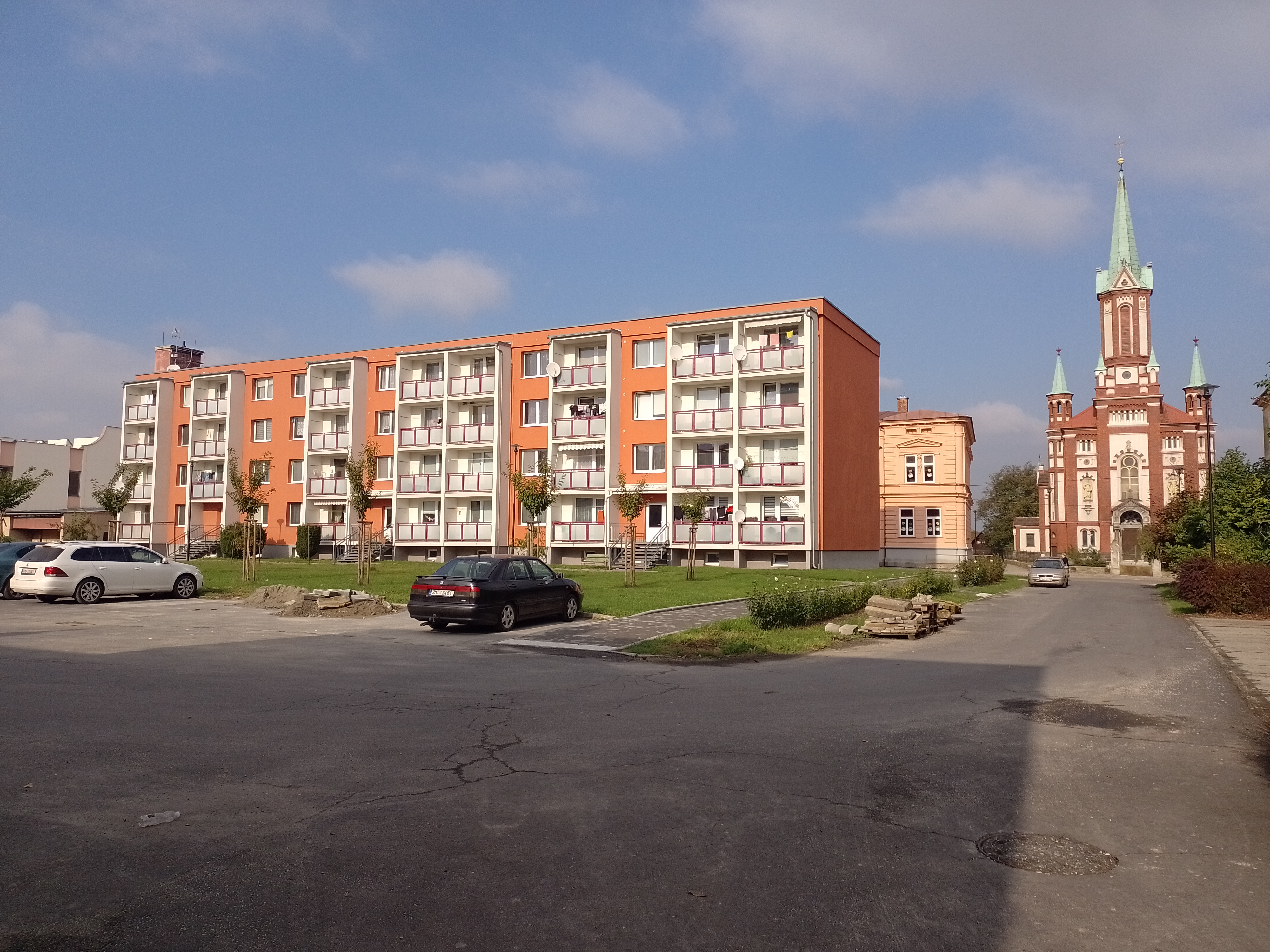
Paneláky v historickém centru Vidnavy

Úzké hospodářské i politické vztahy Vidnavy s Německem se odrazily i na zdejším politickém smýšlení. Již před I. světovou válkou zde prosazoval pangermanistické ideje spolek „Nordmark“. V poválečném období zde dominovaly nacionalistické strany DNP a DNSAP, ačkoli jinak na Jesenicku převládaly strany sociálně-demokratická a křesťansko-sociální. Zde také již v roce 1919 došlo k incidentům s československou armádou, roku 1921 pak bylo odhaleno i pašování zbraní pro tzv. místní obranné sbory.
Přes omezení přeshraničního styku město v meziválečné době prosperovalo i díky zákazníkům a turistům z německé strany hranic. Hlavními zaměstnavateli byla šamotárna, dále lom ve Stachlovicích (připojených k Vidnavě roku 1924 spolu s Vidnavským Fojtstvím a Novou Malou Kraší) a kamenické dílny, správa arcibiskupského zemědělství a lesnictví, ale i správní a finanční úřady a finanční ústavy. Ve městě bylo zřízeno kino i muzeum.
Československé úřady nebyly ke školství ve Vidnavě příznivě nakloněny. Městské gymnázium, které po zřízení gymnázia v Jeseníku zaznamenalo pokles žactva, bylo roku 1923 redukováno na nižší a roku 1927 definitivně zrušeno. Rovněž se uvažovalo o zrušení kněžského semináře. Naopak boromejky završily své vzdělávací úsilí zřízením odborné školy pro ženská povolání roku 1929.
Národnostně napjatá situace se dále vyostřila koncem 30. let. Obyvatelstvo Vidnavy se většinově orientovalo na Sudetoněmeckou stranu. V těsně předmnichovské době je odhaleno opět pašování zbraní a vytváření povolených i nepovolených ozbrojených paramilitaristických oddílů. Ještě před Mnichovskou dohodou začal na Vidnavsku puč freikorpsů. 22. září 1938 jimi byla Vidnava fakticky obsazena. Přitom padli dva příslušníci finanční stráže – Josef Novák a František Pospíšil – jimž byla po válce na budově pošty odhalena pamětní deska.
V době německé okupace byl teologický seminář přemístěn do kláštera k boromejkám (jeho studenti byli tak jako tak většinou odvedeni k vojenské službě) a v budově semináře byl zřízen zajatecký tábor pro anglické a francouzské důstojníky. Přímo válka na Vidnavu dolehla v prvních měsících roku 1945, kdy městem procházely pochody smrti a obyvatele terorizovaly stanné soudy hledající zběhy a „zbabělce“. Samotný průchod fronty pak nezpůsobil ve Vidnavě větší škody, zato následný odsun německého obyvatelstva, zejména jeho první „divoká“ fáze, se vyznačoval násilím. Organizovaný odsun probíhal od 26. července 1945 do 3. října 1946. Patronem zdejších vysídlenců se roku 1955 stalo město Neuburg an der Donau.
Vidnava pak byla více méně úspěšně dosídlována mj. pomocí etnických Slováků z Maďarska a Rumunska, později též Řeky uprchlými před občanskou válkou. Soudní okres Vidnava byl již od roku 1945 „dočasně“ spravován z Jeseníka a nakonec byl roku 1949 zrušen. Provoz na železnici do Nisy byl zastaven z důvodu poškození železničního mostu přes Vidnavku a již nikdy nebyl obnoven. Faktické uzavření státní hranice odsoudilo Vidnavu k roli zanedbávaného okrajového města poválečného Československa.
Ve městě zanikla řada institucí, včetně biskupského semináře (v něm působila do roku 1997 Vojenská dětská zotavovna) a boromejských škol. Boromejky v klášteře zřídily „Slezský domov sv. Karla Boromejského pro slabo- a choromyslné děti“. V roce 1950 však nastalo rušení klášterů. Domov byl zrušen a ve Vidnavě začaly být shromažďovány řeholnice z celé republiky. Po několika přesunech byly v Charitním domě ve Vidnavě internovány veškeré sestry boromejky, které již pro stáří nemohly pracovat jinde. Musely navíc vyměnit budovu svého kláštera s menším objektem učiliště. Po svém propuštění z vězení v letech 1960–1970 působila v Charitním domě sestra Marie Vojtěcha Hasmandová, od roku 1969 představená vidnavské komunity sester boromejek a od 8. července 1970 generální představená celé kongregace, charismatická osobnost navržená v současném procesu postulace ke svatořečení.
V padesátých letech v podstatě zanikla i zdejší řemesla a soukromé zemědělství. Zdejší jednotné zemědělské družstvo skomíralo, zažilo i rozpad a nakonec (1964) bylo připojeno k JZD ve Velké Kraši. Řada domů zůstala bez obyvatel a město postihly rozsáhlé demolice (včetně řady památkově chráněných měšťanských domů), kompenzované od 70. let panelovou výstavbou. Roku 1971 byl však citlivě renovován zdejší zámek. Z průmyslu zůstala v provozu šamotka, začleněná pod Keramické závody, zejména ženy pak zaměstnávala provozovna podniku Moravolen. V roce 1956 zde bylo založeno odborné učiliště místního hospodářství, které se roku 1962 přestěhovalo do budovy boromejského kláštera. V roce 1960 byla k Vidnavě připojena Fojtova Kraš – dosud část Velké Kraše – a v roce 1976 i samotná obec Velká Kraš.
Po roce 1989 nastaly zprvu značné hospodářské těžkosti. Roku 1991 zastavili výrobu oba hlavní zaměstnavatelé, šamotka a Moravolen, a nezaměstnanost dosáhla až 37 % (dosud je zde relativně vysoká). Obec Velká Kraš se i s Fojtovou Kraší opět oddělila (23. listopadu 1990). Dětská zotavovna zanikla, odborné učiliště bylo roku 1998 přeměněno na Výchovný ústav pro mládež. Pozitivní pro hospodářský rozvoj města bylo zejména postupné otevření hranic s Polskem.
Město v posledních desetiletích věnovalo velké úsilí obnově památek – valounkové dlažby náměstí, radnice aj. Od roku 1992 je jeho střed městskou památkovou zónou. Navázalo rovněž kontakty s organizacemi svých bývalých německých občanů a jejich potomků. V roce 2000 byla na náměstí postavena kašna. V opraveném historickém domě čp. 12 – „Domě partnerství“ – bylo roku 2002 obnoveno městské muzeum s expozicí osidlování Vidnavska.
10. října 2006 byl obci vrácen status města.
V budově bývalého vidnavského bohosloveckého semináře, kterou od církve v roce 2008 odkoupila Vězeňská služba ČR, měl být roku 2011 otevřen detenční ústav pro mladistvé sexuální devianty a pachatele s duševní poruchou. Kvůli úbytku vězňů po amnestii Václava Klause ministerstvo spravedlnosti na jaře 2013 plány opustilo. V roce 2019 však stát budovu po několika neúspěšných pokusech prodal za pouhou desetinu její původní ceny – zatímco v roce 2008 ji zakoupil za 29 milionů korun, o jedenáct let později ji prodal za pouhých 2,9 milionu.
Vidnava je členem Mikroregionu Žulovsko, svazku obcí vzniklého v roce 2003. Město je také od roku 1993 členem Sdružení měst a obcí Jesenicka (SMOJ), které tvoří obce okresu Jeseník, a od roku 1997 Euroregionu Praděd.

### Vidnavské fojtství

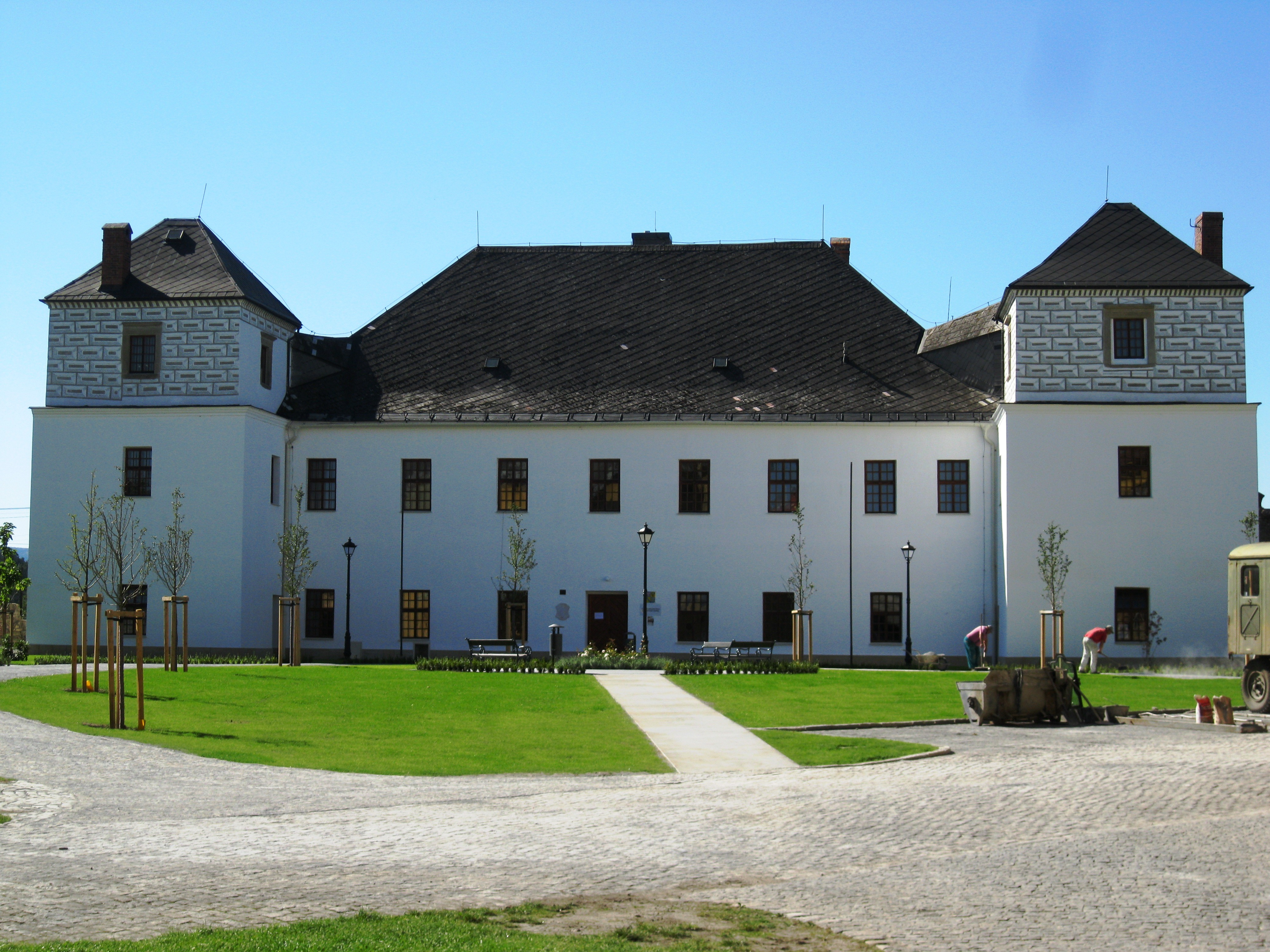
Zámek

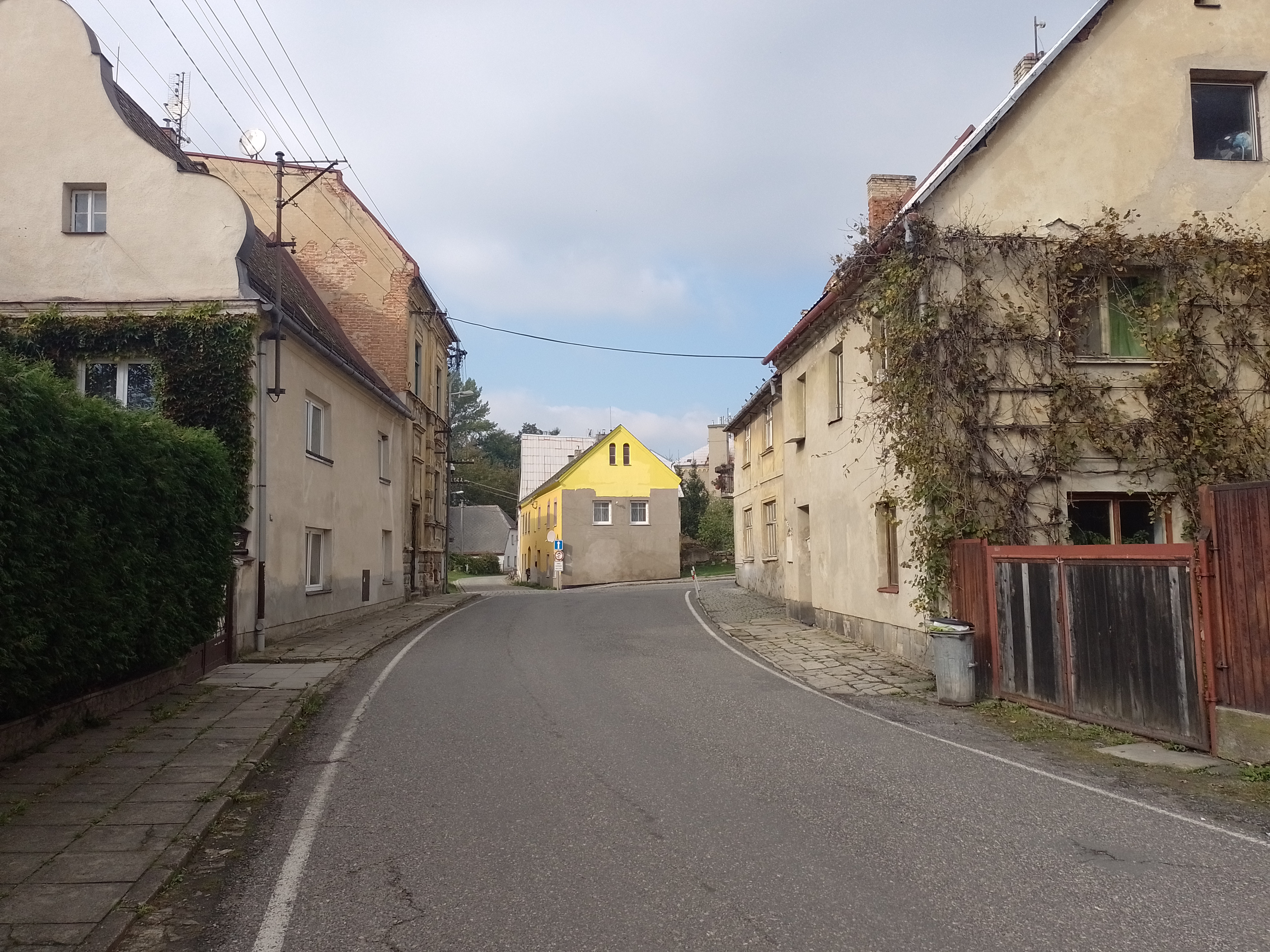
Ulice Fojtství

Od počátku historie Vidnavy bylo významnou institucí zdejší fojtství. Již první zmínka o městě je v listině, kterou vratislavský biskup potvrzuje prvnímu zdejšímu fojtovi soudní pravomoc nad 58 vesnicemi v široké oblasti Jesenicka. Tento počet se do roku 1420 snížil na 27, když se některé vsi jeho pravomoci vymanily, některé splynuly anebo zanikly. V té době byl vidnavským fojtem Šimek, jehož dcera Barbora se roku 1434 provdala za Augustina Speila z Kalkova, který byl vidnavským fojtem ještě roku 1468.
Později řada fojtských výsad zanikla, fojtství však nadále zůstalo samostatným rytířským statkem a biskupským lénem. Roku 1512 udělil biskup fojtovi Wolframu Schoffovi dědické právo i pro ženské potomky. Roku 1558 je koupil od města Joachim Reideburg von Lorenzdorf, po jehož synovi Joachim von Reideburg († 1612) dědil Kašpar von Reideburg. Roku 1640 fojtství převzal císařský důstojník Matouš Forgaš, manžel Kašparovy dcery Anny Markéty. Brzy poté se fojtství dostalo do majetku rytířů Hentschelů von Gilgenheim, kteří statek i zámek drželi do roku 1906, kdy je prodali městu Vidnavě.
Vidnavské fojtství tedy tvořilo samostatné panství a roku 1850 vznikla rovněž samostatná obec Vidnavské Fojtství (dříve též Vidnavské Vojtství, něm. Weidenau Vogtei). Ta však byla již roku 1869 přičleněna jako osada k obci Stará Červená Voda, ačkoli se nacházela přímo u centra města Vidnavy. Teprve roku 1924 bylo Vidnavské Fojtství spolu se Stachlovicemi a Novou Malou Kraší připojeno k Vidnavě, jejíž osadou (částí obce) bylo do 1. ledna 1976, kdy přišlo i o tento status. Roku 1930 bylo v osadě Vidnavské Fojtství napočteno 31 domů.
Sídlem fojta byla již v 13. století gotická tvrz, přestavěná v 16. století na renesanční zámek. V něm později sídlilo vidnavské městské muzeum. Po rekonstrukci v letech 1971–1974 slouží jako Základní umělecká škola.

### Štachlovice a Nová Malá Kraš
Drobná osada Stachlovice (též Štachlovice, něm. Stachlowitz) se nachází 1,75 km jižně od Vidnavy na silnici do Staré Červené Vody. Poprvé se zmiňuje roku 1770 a byla založena na pozemcích panství Dolní Červená Voda. U tohoto statku, a později u obce (Stará) Červená Voda, Stachlovice zůstaly do roku 1924, kdy byly připojeny k Vidnavě. Do 1. ledna 1976 byly uváděny jako její osada (místní část), od té doby jen jako základní sídelní jednotka. V roce 1930 zde bylo 16 domů, nyní (2001) 12.
V osadě býval významný lom na kvalitní žulu, nyní zatopený a využívaný ke koupání a rybaření.
Drobná osada Nová Malá Kraš (něm. Neukleinkrosse, Neu-Klein-Krosse) ležící mezi Stachlovicemi a Vidnavou. Původně zde byl dvůr zvaný Starost (něm. Sorge) patřící fojtství v Malé Kraši, které bylo již kolem roku 1600 spojeno s fojtstvím ve Staré Červené Vodě. Z pozemků obou fojtství vznikl samostatný statek Dolní Červená Voda. Osada Nová Malá Kraš je poprvé zmiňována roku 1806: tehdy zde byly 4 domy a 29 obyvatel, o dvacet let později již 7 domů a 50 obyvatel. Tehdy byla ještě počítána k Malé Kraši, avšak při zavedení obecního zřízení roku 1850 se spolu s ostatními osadami náležejícími k panství Dolní Červená Voda stala součástí obce Stará Červená Voda. Další osudy měla stejné se Stachlovicemi. Roku 1930 zde bylo 10 domů a 56 obyvatel.

### Krasov

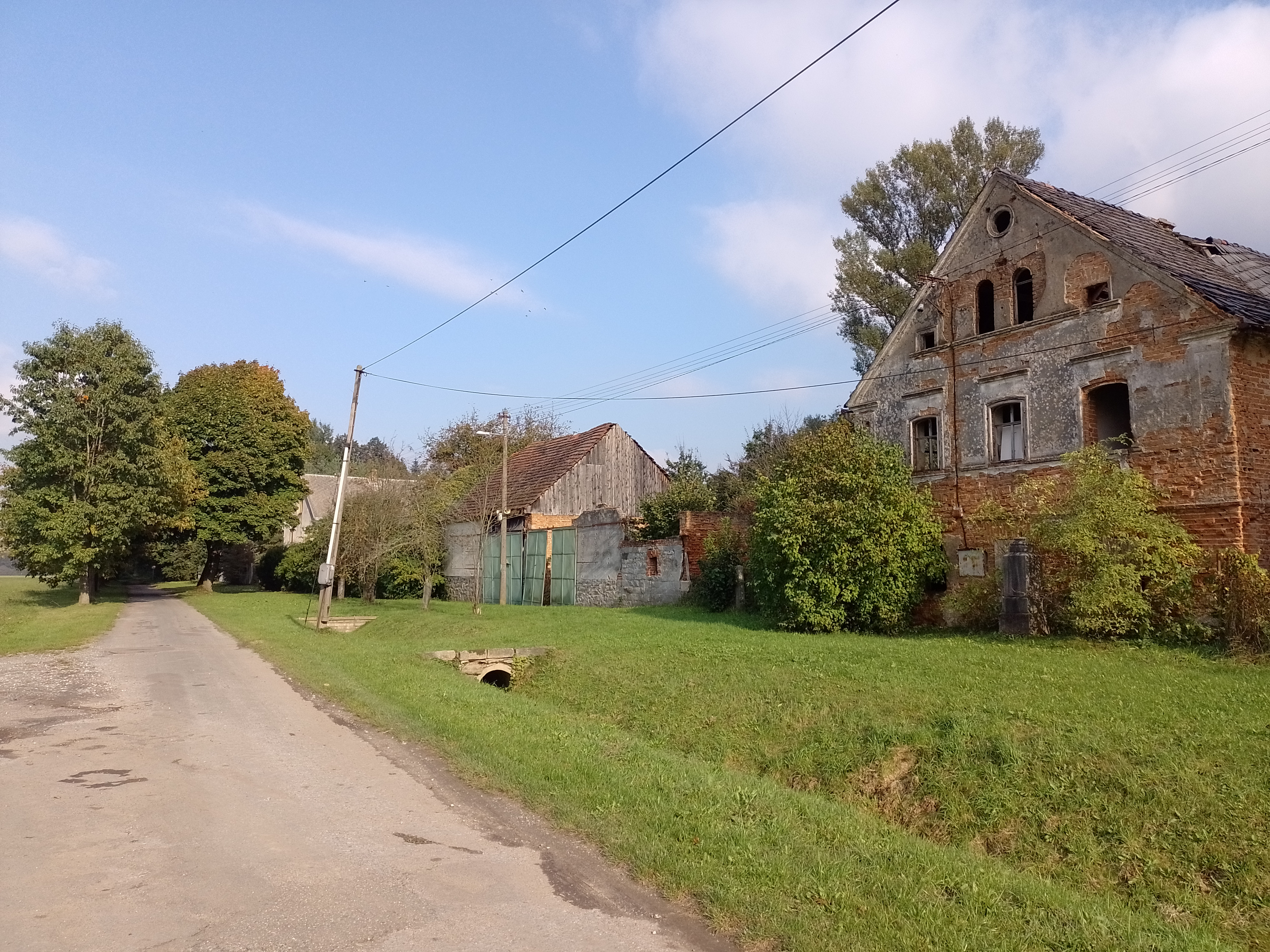
Krasov

Součástí Vidnavy je i zástavba zvaná Krasov (dříve Šubrtova Kraš), patřící mezi řadu menších vesnic vzniklých z původní jedné vsi Kraše. V letech 1742–1945 byla součástí Pruska, resp. Německa, poté, do roku 1959 součástí Polska. Československu připadla v rámci úprav státní hranice.

### Správní vývoj
Správní příslušnost Vidnavy od roku 1848
Celé město kromě Krasova
- 1848 vévodství slezské, kraj opavský, Niské knížectví, (Vidnava) municipální město Vidnava, (Vidnavské Fojtství) lenní fojtství Vidnava, (Stachlovice, Nová Malá Kraš) statek Dolní Červená Voda
- od 1. ledna 1850 do roku 1855 vévodství slezské, politický okres Frývaldov, soudní okres Vidnava
- od roku 1855 do roku 1868 vévodství slezské, smíšený okres Vidnava
- od roku 1868 do 30. listopadu 1928 vévodství slezské / země slezská, politický okres Frývaldov, soudní okres Vidnava
- od 1. prosince 1928 do 31. ledna 1949 země moravskoslezská, politický okres Frývaldov, soudní okres Vidnava
  - kromě: od 1. října 1938 do května 1945 s„udetoněmecká území“, od 15. dubna 1939 jako říšská župa Sudety / Reichsgau Sudetenland; (od 1. května 1939) vládní obvod Opava / Regierungsbezirk Troppau; (od 20. listopadu 1938) Landkreis Freiwaldau, Amtsgericht Weidenau
  - od 31. května 1945 Slezská expozitura země Moravskoslezské
- od 1. ledna 1949 do 30. června 1960 Olomoucký kraj, okres Jeseník

Krasov
- od 1. května 1816 do 30. června 1911 Provinz Schlesien, Regierungsbezirk Oppeln, Kreis Neisse, Amtsgericht Neisse
- od 1. července 1911 do 8. listopadu 1919 Provinz Schlesien, Regierungsbezirk Oppeln, Landkreis Neisse, Amtsgericht Neisse
- od 8. listopadu 1919 do 31. března 1938 Provinz Oberschlesien, Regierungsbezirk Oppeln, Landkreis Neisse, Amtsgericht Neisse
- od 1. dubna 1938 do 18. ledna 1941 Provinz Schlesien, Regierungsbezirk Oppeln, Landkreis Neisse, Amtsgericht Neisse
- od 18. ledna 1941 do roku 1945 Provinz Oberschlesien, Regierungsbezirk Oppeln, Landkreis Neisse, Amtsgericht Neisse
- od roku 1945 do roku 1950 województwo śląsko-dąbrowskie, powiat nyski
- od roku 1950 do 7. března 1959 województwo opolskie, powiat nyski
- od 7. března 1959 do 30. června 1960 Olomoucký kraj, okres Jeseník

Celé město Vidnava
- od 1. července 1960 do 31. prosince 1995 Severomoravský kraj, okres Šumperk
- od 1. ledna 1996 do 31. prosince 1999 Severomoravský kraj, okres Jeseník
- od 1. ledna 2000 Olomoucký kraj, okres Jeseník

### Vývoj počtu obyvatel
Počet obyvatel Vidnavy (do roku 1959 bez Krasova) podle sčítání nebo jiných úředních záznamů:
| Rok            | 1806 | 1836 | 1869 | 1880 | 1890 | 1900 | 1910 | 1921 | 1930 | 1939 | 1947 | 1950 | 1961 | 1970 | 1980 | 1991 | 2001 |
| -------------- | ---- | ---- | ---- | ---- | ---- | ---- | ---- | ---- | ---- | ---- | ---- | ---- | ---- | ---- | ---- | ---- | ---- |
| Počet obyvatel | 1617 | 1922 | 1854 | 2106 | 2146 | 2096 | 2151 | 2286 | 2186 | 2158 | 928  | 1301 | 1500 | 1481 | 1544 | 1525 | 1424 |

1. ↑  z toho: Vidnava 1867, Vidnavské Fojtství 185, Nová Malá Kraš 56, Stachlovice 78
2. ↑  z toho: 98 Čechoslováků, 1910 Němců, 20 Poláků; 2145 řím. kat., 23 evang., 2 čsl., 2 izrael., 8 bez vyzn.
3. ↑  z toho: Vidnava 1394, Stachlovice 30
4. ↑  z toho: 1202 Čechů, Moravanů a Slezanů, 128 Slováků, 20 Němců, 6 Poláků; 420 řím. kat., 4 čsl. hus., 11 evang., 4 pravosl., 883 bez vyzn.

Ve městě Vidnava je evidováno 292 adres: 286 čísel popisných (trvalé objekty) a 6 čísel evidenčních (dočasné či rekreační objekty). Při sčítání lidu roku 2001 zde bylo napočteno 250 domů, z toho 231 trvale obydlených.

### Církevní správa
Z hlediska římskokatolické církevní správy spadá město Vidnava do farnosti Vidnava, která patří do děkanátu Jeseník diecéze ostravsko-opavské. Osada Krasov patřila k farnosti Łąka, která se nachází v otmuchovském děkanátu opolské diecéze.
Evangeličtí věřící patří k farnímu sboru v Javorník u Jeseníku. Věřící Československé církve husitské patří k náboženské obci v Jeseníku, kde se nachází rovněž farnost pro pravoslavné věřící.

## Doprava
Vidnava je na železnici napojena prostřednictvím regionální železniční trati Velká Kraš – Vidnava. Její konečná stanice s názvem Vidnava se však nachází již na území obce Velká Kraš. Pravidelná osobní železniční doprava byla dne 12. prosince 2010 ukončena a nahrazena autobusy.
Městem procházejí:
- silnice II/457 z Osoblahy, Zlatých Hor a Staré Červené Vody směrem na Horní Heřmanice, Javorník a dále na státní hranici, odkud pokračuje do polského města Lądek Zdrój,
- několik silnic III. třídy, zejména na sever k hraničnímu přechodu na polský Kałków, na jih přes Stachlovice na Starou Červenou Vodu a na západ na Velkou Kraš.

## Pamětihodnosti
Vidnava (památky)

### Kulturní památky

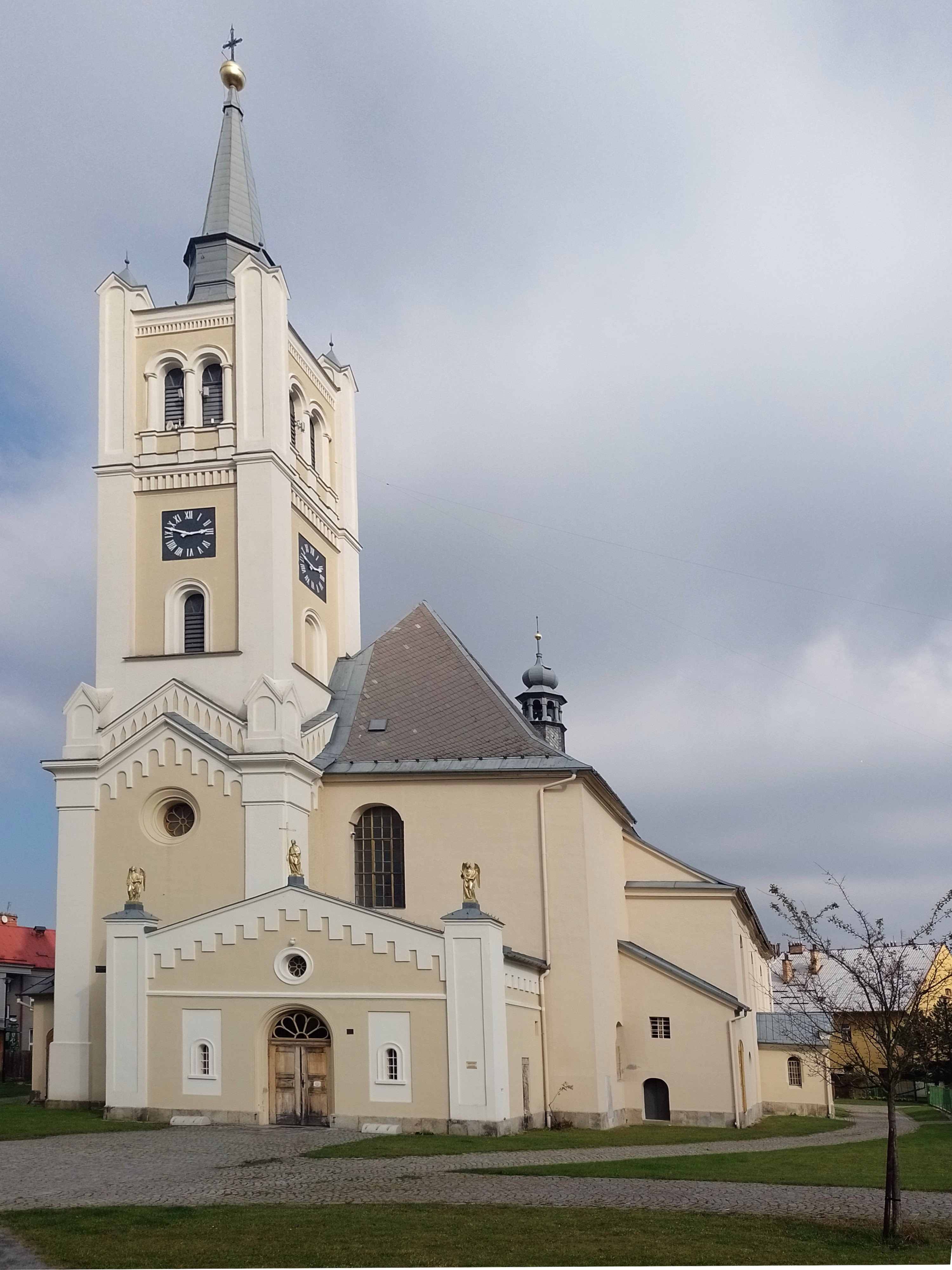
Kostel svaté Kateřiny

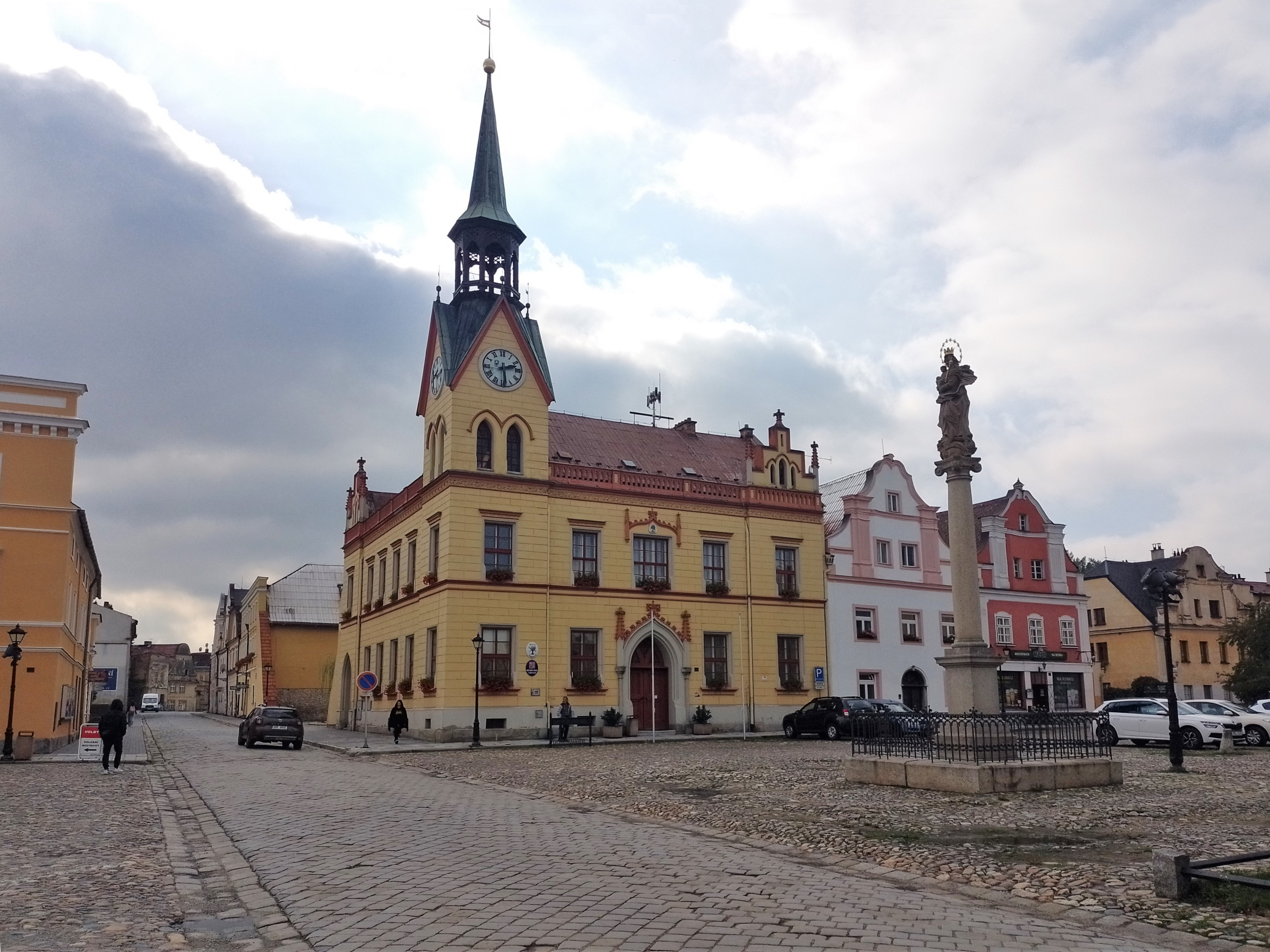
Radnice

- Římskokatolický farní kostel svaté Kateřiny, kostel pochází z 2. poloviny 13. století. Během útoku husitů byl roku 1482 vypálen. Z původní stavby se dochoval gotický portál v západní předsíni. Během přelomu 16. a 17. století byla postavena kaple sv. Hedviky, v níž je zachován polychromovaný náhrobní kámen fundátora vikáře A. Merkela. Další náhrobky jsou zazděny ve zdech kostela. Kostel znovu vyhořel roku 1713. Vysvěcení rekonstruovaného kostela se konalo až roku 1748. Současný vnější vzhled kostela pochází z roku 1883. Tehdy vznikla i věž. Dříve byl kostel obklopen hřbitovem. Budova vikářství vznikla roku 1842.[20] V kostele malby Aloise Baucha.[21]
- Kostel svatého Františka z Assisi (Gymnasiální kostel), kostel postaven z důvodu potřeb sousedního gymnasia (dnes základní škola) roku 1898. Na výzdobě kostela se podílel významný sochař Josef Obeth. Tento vytvořil unikátní sousoší Vidění svatého Františka. Toto mistrovské dílo bylo dokončeno roku 1902.[20] Oltář od Josefa Obetha a Engelberta Kapse.
- Hrob a pomník obětem pochodu smrti z ledna 1945, postaven roku 1965.[22]
- Socha svatého Jana Nepomuckého na náměstí (rokoková z roku 1770), pořízená zřejmě na památku povodně roku 1766.[23]
- Socha svatého Floriána u zámku (1770).
- Sloup se sochou Panny Marie Immaculaty u silnice, barokní práce z roku 1714, zřejmě na paměť moru či požáru roku 1713.[24]
- Sloup se sochou Panny Marie na náměstí (1738).
- Zámek Vidnava (bývalé fojtství), první fojt a zakladatel města Rüdiger Helrode (1268) vystavěl své sídlo na místě pozdějšího zámku. Sídlo prošlo změnami na konci 17. století, když bylo fojtství koupeno rodem Gilgenheimů. Roku 1906 bylo fojtství i s příslušenstvím včetně půdy a lesa prodáno městu Vidnavě. Město zde zřídilo archiv a muzeum. Od roku 1967 zde sídlí umělecká škola.[20] Jde o renesanční stavbu se starším jádrem.[25]
- Novogotická radnice z roku 1867 od Franze Grögera, s některými vestavěnými gotickými a renesančními prvky.[26]
- Lékárna U černého orla (číslo 40), novorenesanční dům z roku 1828.[27] Dům je zdoben sochami Panacei a Hygie, dcerami boha medicíny Asklepia. Interiér lékárny je z roku 1910. Zachovány secesní lékárenské nádoby, regály a skříně.[20]
- Dům partnerství (muzeum) – původně středověký, vícekrát upravovaný měšťanský dům, expozice osidlování Vidnavska.[28]
- Řada památkově chráněných měšťanských domů se středověkými a renesančními jádry. Pozoruhodná je zejména Radniční ulice. Zde jsou středověké domy s pozdně barokními a empírovými štíty.[20]
- Zbytky pozdně středověkých hradeb (15. a 16. století).[29]

### Přírodní památky
- Evropsky významná lokalita modráska bahenního
- Přírodní rezervace Vidnavské mokřiny – Rašelinné louky s významnou rašelinnou a mokřadní flórou a výskytem želvy bahenní
- Dva modříny opadavé o stáří asi 210 let v tzv. Městském lese[30]

## Osobnosti

### Významní rodáci
- Adolf Lorenz (1854–1946), rakouský ortoped, otec Konrada Lorenze
- Alois Bauch (1867–1938), malíř
- Friedrich Gesierich (1893–1952), německý malíř
- ThDr. Anton M. Otte (1939-2021), římskokatolický kněz německé národnosti, probošt Královské kolegiátní kapituly Vyšehradské

### Další osobnosti
- Marie Vojtěcha Hasmandová (1914–1988), sestra a posléze generální představená Kongregace sester boromejek, navržená ke svatořečení

## Školství
Ve městě se nachází mateřská škola, základní škola nižšího i vyššího stupně (1.–9. ročník) a Základní umělecká škola Karla Ditterse.